# Edificio della Scuola Normale di Pontevedra
L'edificio della ex scuola normale per insegnanti e arti e mestieri di Pontevedra, a Pontevedra, Spagna, è un edificio eclettico della fine del XIX secolo che fu la sede della scuola normale per insegnanti di questa città galiziana. Si trova sulla Gran Vía di Montero Ríos, tra l'Alameda di Pontevedra e il Parco delle Palme.

## Storia
Fino alla fine del XIX secolo la scuola di formazione per insegnanti donne si trovava a Pontevedra nel pazo barocco della famiglia García Flórez (oggi appartenente al Museo di Pontevedra) e la scuola di formazione per insegnanti uomini si trovava nel palazzo di Mugartegui, o pazo dei Conti di Fefiñáns.
Negli anni '80 del XIX secolo, il comune di Pontevedra acquistò la proprietà della famiglia Munaiz situata sul viale "Gran Vía", un terreno edificabile su un viale che era stato sviluppato dieci anni prima. Si è deciso di costruirvi un nuovo edificio per una scuola di arti e mestieri, che in seguito ha ospitato la scuola mista provinciale per insegnanti e la scuola superiore provinciale in vari periodi.
Nel 1895 fu avviato il progetto per la costruzione dell'Istituto normale degli insegnanti e delle arti e mestieri (popolarmente noto como scuola normale). I lavori sono stati affidati all'architetto del Ministero dello Sviluppo (Fomento) Arturo Calvo Tomelén, che aveva progettato edifici come il Palazzo di Joaquín Sánchez de Toca (ora Ambasciata del Brasile a Madrid) a Madrid. Nel novembre del 1895 Arturo Calvo completò il suo progetto. L'opera fu aggiudicata il 1º maggio 1896 al costruttore madrileno García Dios. L'edificio è stato costruito di fronte al Palazzo della Deputazione di Pontevedra, inaugurato nel 1890. L'edificio fu completato e inaugurato nel 1901.
Il costo totale del progetto è stato di oltre 260.000 pesetas. Nel 1903 l'edificio ospitò la Scuola Superiore Provinciale di Pontevedra per porre fine alle numerose spese sostenute per la riparazione dell'antico Collegio dei Gesuiti. L'edificio ospitò la scuola maschile di formazione per insegnanti sul retro e la scuola femminile di formazione per insegnanti sul davanti. Nel corso degli anni, ha cambiato la sua funzione per diventare il liceo femminile della città alla fine degli anni '60 o l'ufficio provinciale per l'istruzione negli anni '70.
Con il trasferimento a Campolongo nel 2008 dell'ufficio provinciale per l'istruzione nel nuovo edificio con le torri gemelle della Giunta di Galizia, l'edificio ha perso la sua funzione di ufficio provinciale per l'istruzione e è stato consegnato al Consiglio provinciale di Pontevedra che ne ha rinnovato l'interno. È stato inaugurato come edificio amministrativo del Consiglio provinciale di Pontevedra l'11 febbraio 2011.

## Descrizione
È un grande edificio eclettico a pianta quadrata e a tre piani con un seminterrato. Inizialmente, l'edificio aveva due piani e un piano incassato che in seguito è diventato un terzo piano completo. Prima della costruzione dell'intero spazio al terzo piano, la facciata anteriore era coronata al centro da un frontone circolare in pietra con lo stemma spagnolo. 
La facciata è caratterizzata dal tradizionale schema bicolore di mattoncini rossastri e rosati e di granito, con dettagli decorativi in pietra intorno alle finestre e le lesene. È circondato da una base anch'essa in granito. I mattoni, molto alla moda alla fine del XIX secolo e all'inizio del XX secolo sulle facciate, provengono dalla vecchia fabbrica di mattoni della Barca, molto vicino ad A Caeira. Sono presenti anche sulla facciata delle arene di Pontevedra e del Palazzo del Marchese di Riestra.
L'edificio ha la particolarità che tutte le finestre delle quattro facciate sono trigeminate, ad eccezione di quelle dei corpi centrali delle facciate anteriore e posteriore. Al primo piano del corpo centrale della facciata posteriore si trova un balcone con decorazione geometrica con quattro stelle a otto punte al posto delle balaustre, mentre sulla facciata anteriore si trova un balcone con cinque motivi floreali. Tutte le finestre del primo piano sono coronate da una decorazione geometrica al centro degli architravi. La portafinestra del primo piano della facciata anteriore è fiancheggiata da lesene ioniche e coronata da uno stemma della Spagna in pietra, che ne segnala la funzione istituzionale.
L'interno dell'edificio è stato successivamente ristrutturato per adattare le strutture ai diversi usi, prima educativi, poi amministrativi.

## Galleria d'immagini

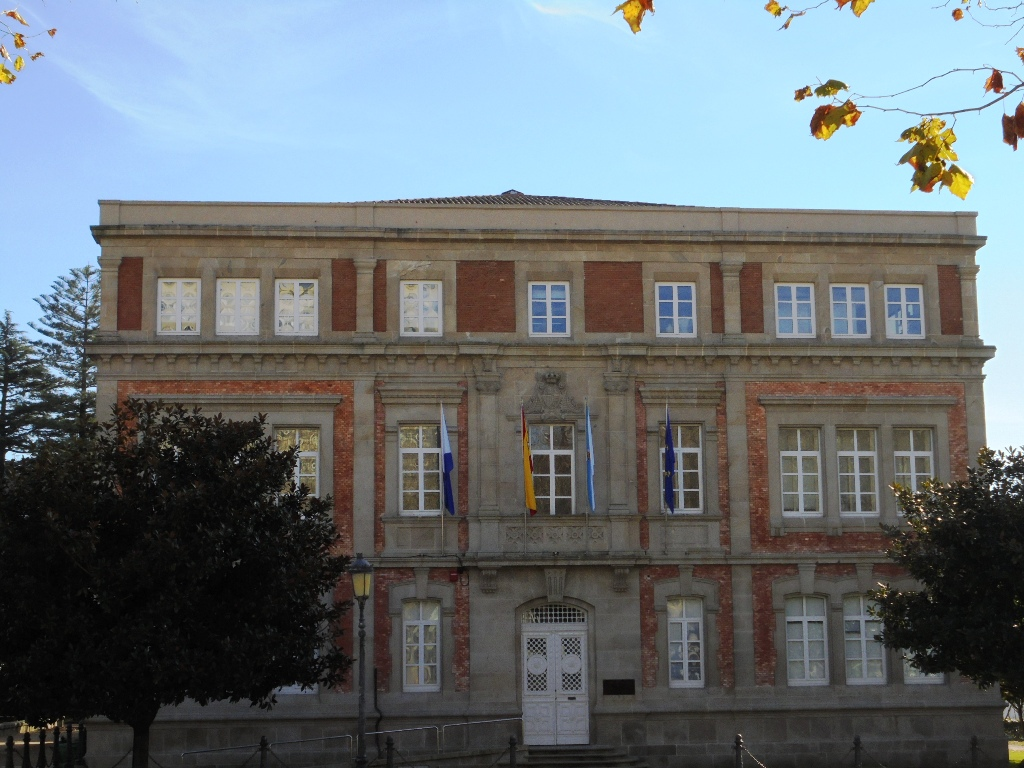
Facciata principale
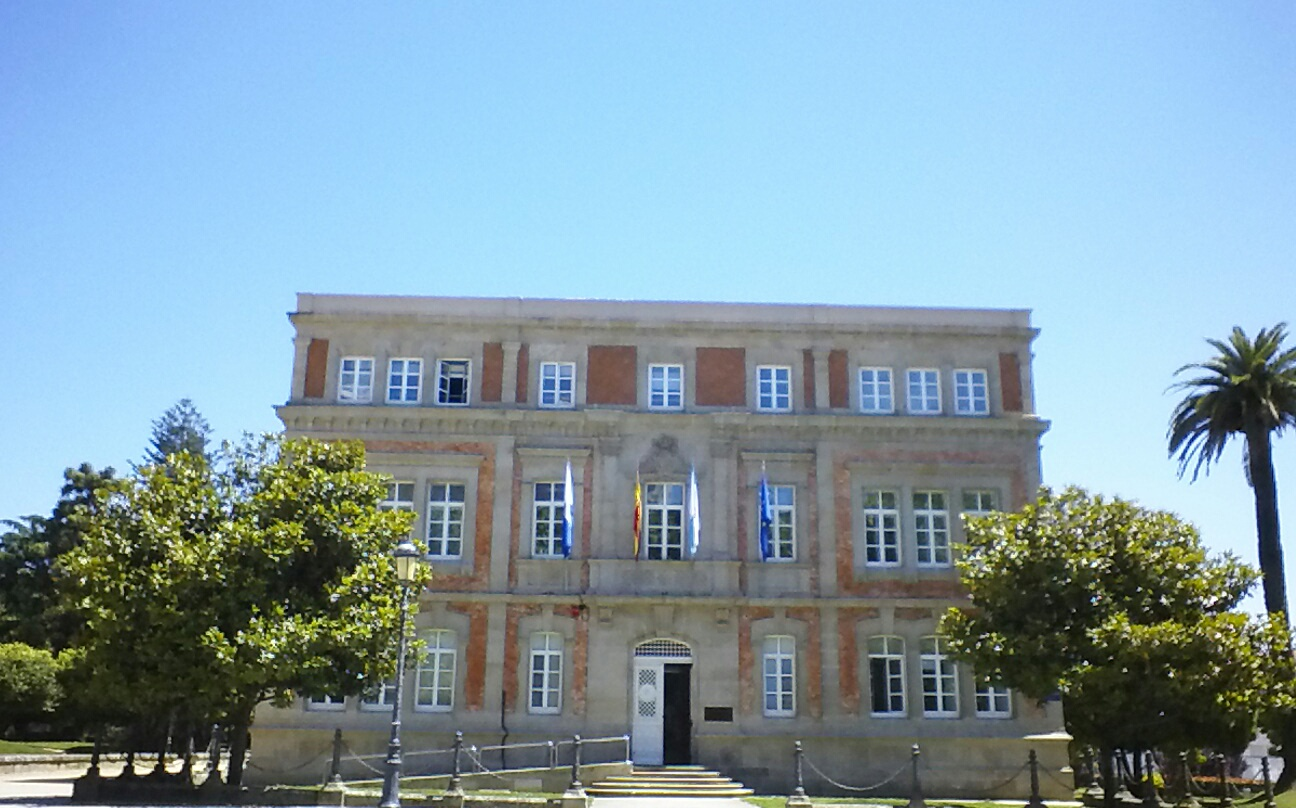
Facciata principale
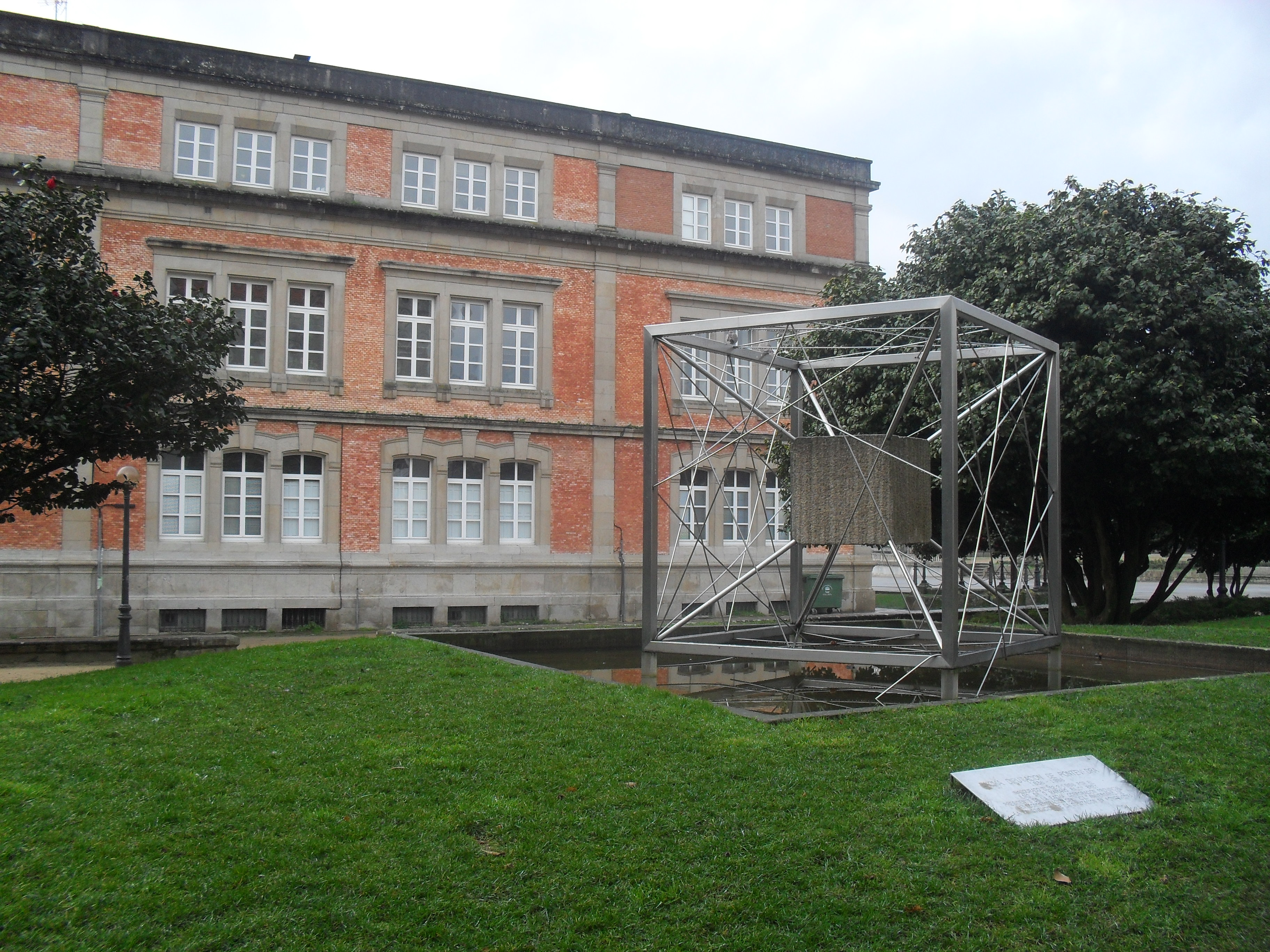
Facciata lato est
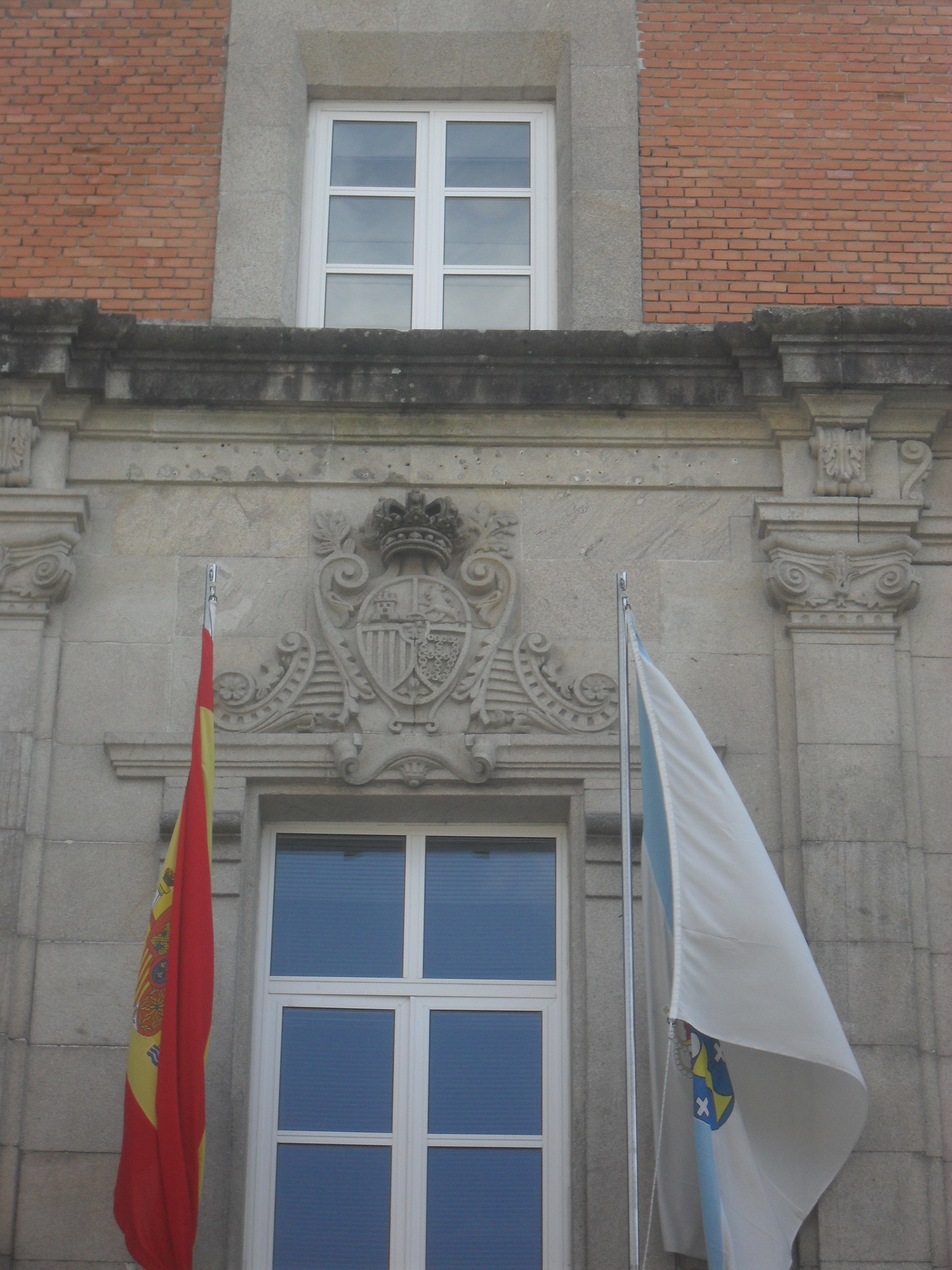
Stemma in pietra
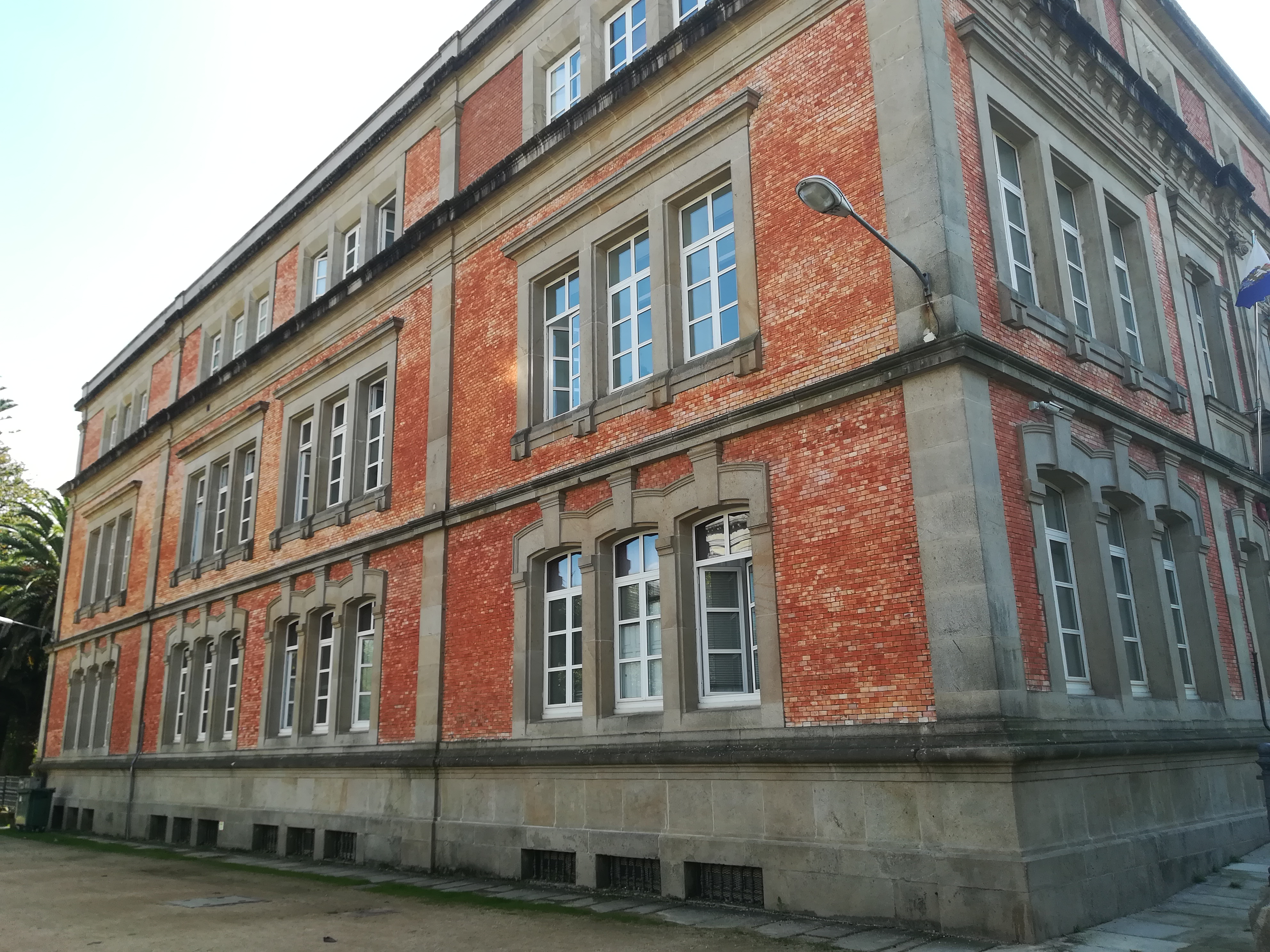
Facciata est
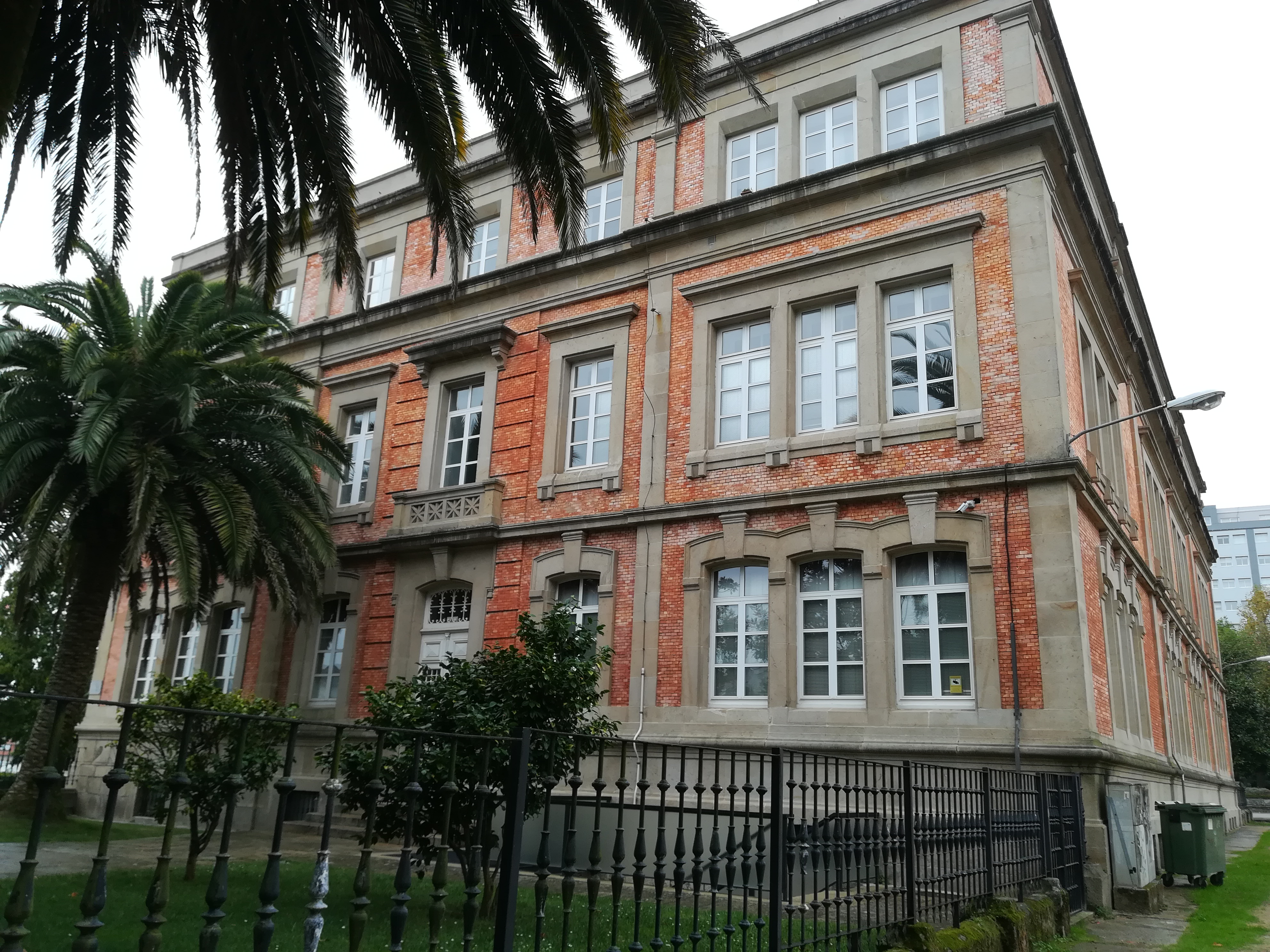
Facciata posteriore
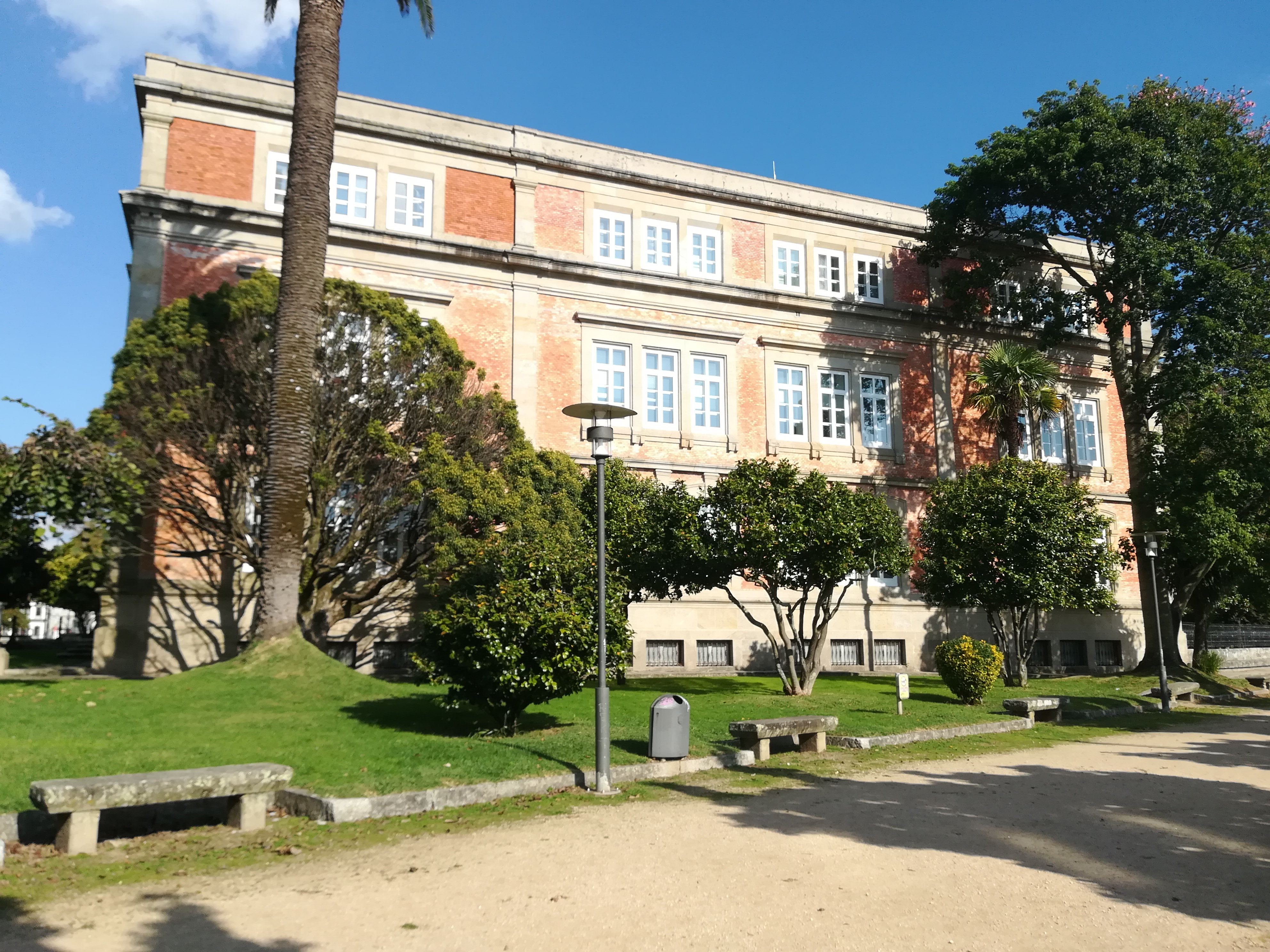
Facciata ovest
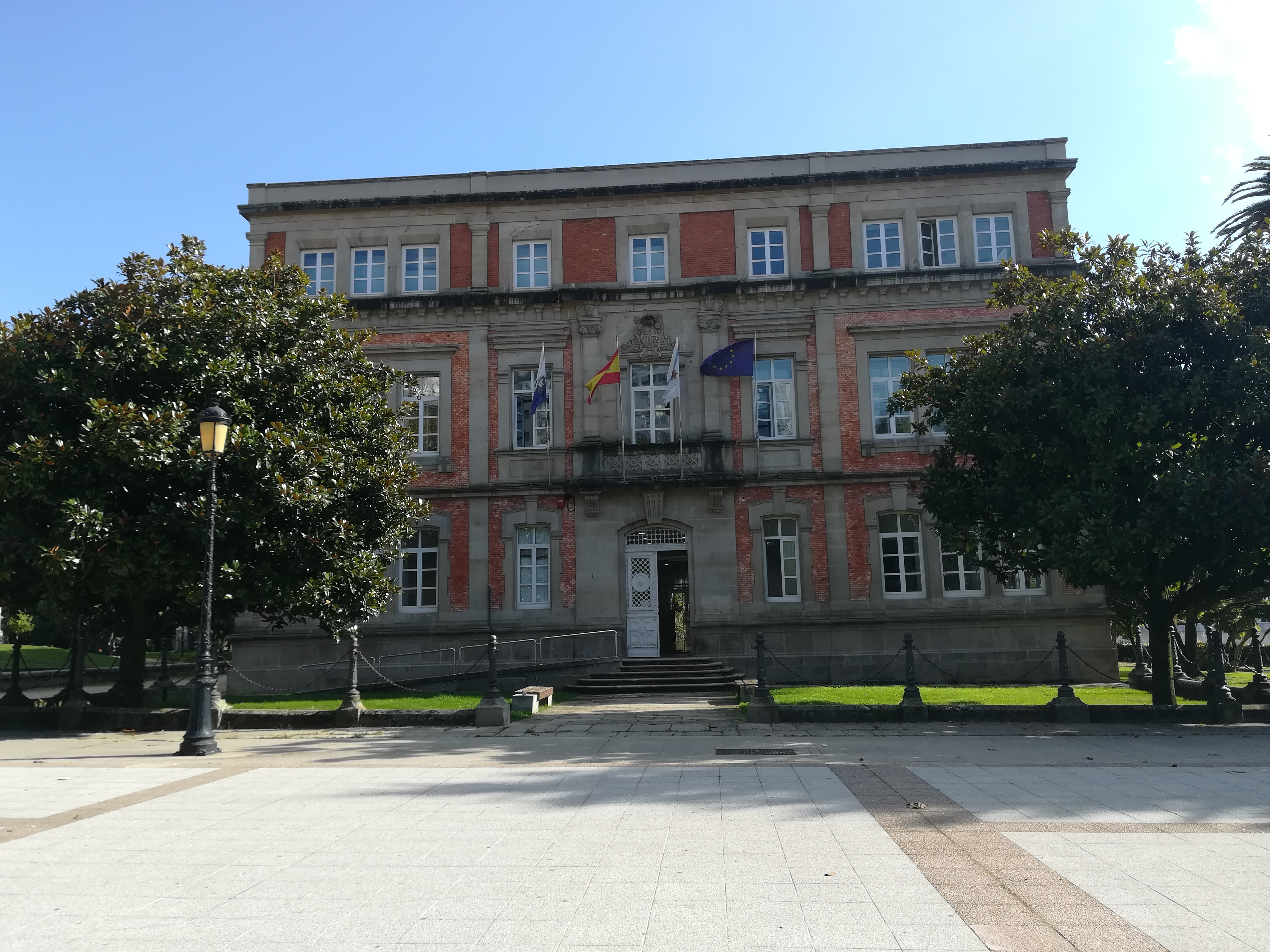
Facciata principale
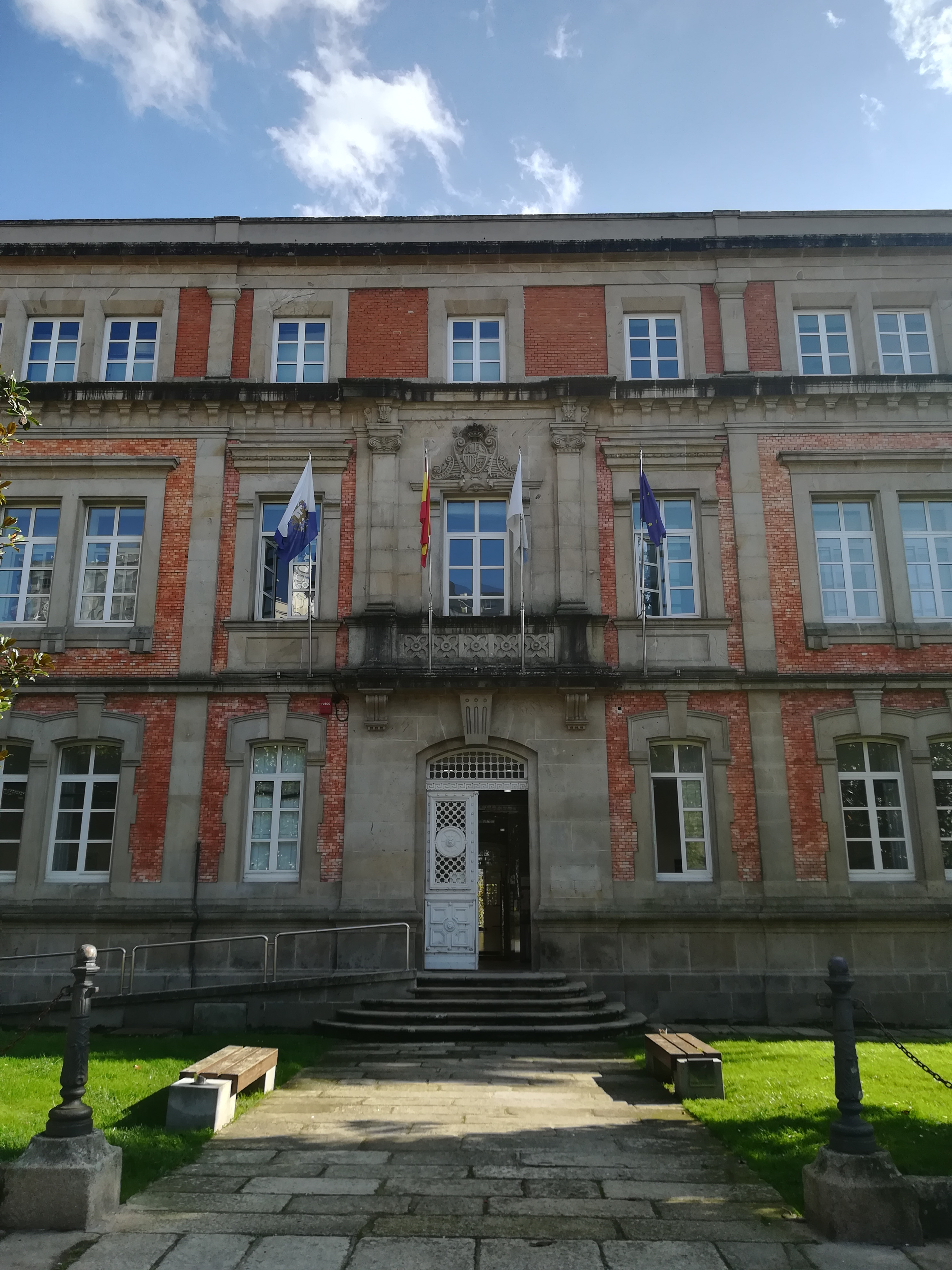
Ingresso